# Malcolmia doumetiana
Malcolmia doumetiana är en korsblommig växtart som först beskrevs av Ernest Saint-Charles Cosson, och fick sitt nu gällande namn av Georges Rouy. Malcolmia doumetiana ingår i släktet strandlövkojor, och familjen korsblommiga växter. Inga underarter finns listade i Catalogue of Life.